# MAX COVERI
MAX COVERI（マックス・コヴェリ）とは、元DISCO MAGICやDELTA所属のイタリアのユーロビート（イタロビート）・アーティストである。1980年代から現在活動しているが、実際には複数の人物がMAX COVERIの名義を引き継いで曲をリリースしている。

## 人物

### マウロ・ファリーナ
レーベル社長であったマウロ・ファリーナ(Mauro Farina)が初代MAX COVERIとして歌っている。
ファリーナは他に、マイク・ハマー(Mike Hammer、後にFernando Boniniの名義となる)、ミスター・ブラック(Mister Black)、オスカー(Oscar)、マーク・フォスター(Mark Foster)、二代目アルヴィン(Alvin)、ケン・マーティン(Ken Martin)、ダニー・ロック(Danny Rock)、フーリギャング(Hooligang)、ミスター・トム(Mister Tom)、ルパン(Lupin)という多数の別名を名乗っている。

### マッシモ・ブランカッチォ
二代目はミラノ出身のマッシモ・ブランカッチォ(it:Massimo Brancaccio 1965年2月3日-2005年8月14日)。初代から二代目までのジャケット写真を担当していた。別名マッシモ・マリョーネ(Massimo Maglione)。ジャケット写真ではドラァグ・クイーンとして有名なビリー・モア(Billy More)という別名を使っていた。2005年に白血病により死去した。

### マウリツィオ・デ・イォーリオ
現在のMAX COVERIは三代目で、マウリツィオ・デ・イォーリオ(en:Maurizio De Jorio)というイタリア人である。
イォーリオもセヴンス・ヘヴン(7th Heaven)、D・エセックス(D. Essex)、デイヴィッド・エセックス(David Essex)、マルコ・ポーロ、モリス(Morris)、ケヴィン・ジョンソン(Kevin Johnson、後にDavide Budriesiがこの名義を引き継いだ)、ニコ(Niko)、オダ(Oda)、デジョ(Dejo)などの別名を使い分けている。

## 楽曲
- GOLDEN AGE
- RUNNING IN THE 90'S
- BYE BYE BABY
- ONE MORE TIME
- I DON'T WANNA BREAK YOUR SWEET HEART
- RUN TO THE SUN
- GUY,GUY
- PRETTY WOMAN
- HIGH DESIRE
- LIKE A THUNDER
- SUPERCAR
- ONE TWO THREE (RADIORAMA(Clara Moroni)とのデュエット)
- LOVE WILL KEEP US HIGHER (ROBY GABRIELLI(Roberto Gabrielli)とのデュエット)